# Бозау
Бозау (нем. Bosau) — община в Германии, в земле Шлезвиг-Гольштейн. 
Входит в состав района Восточный Гольштейн. Подчиняется управлению Гроссер Плёнер Зее.  Население составляет 3458 человек (на 31 декабря 2010 года). Занимает площадь 64,25 км².
В Бозау жил и умер христианский миссионер, автор «Славянской хроники» («Chronicon Slavorum») Гельмольд, служивший в местной церкви Святого Петра.